# Heinkel HD 38
Хейнкель HD 38 (нем. Heinkel Doppeldecker 38) — немецкий истребитель.
Самолёт HD 38 был создан на базе HD 37 (И-7), имел двигатель BMW VI 7,3Z мощностью 750 л. с. На HD 38 было изменено шасси, а также предусмотрено корабельное базирование. Первый полёт совершил 7 мая 1929 года. Летные испытания закончились в 1931 в секретной лётной школе в Липецке, после чего была закуплена партия из 12 машин. Снят с вооружения в 1934 году и передан в немецкую лётную школу.

## Лётно-технические характеристики
| Модификация                  | HD-38                |
| Размах крыла, м              | 10,00                |
| Длина, м                     | 7,20                 |
| Высота, м                    | 3,65                 |
| Площадь крыла, м2            | 30,15                |
| Масса, кг                    |                      |
| пустого самолета             | 1415                 |
| нормальная взлетная          | 1840                 |
| Тип двигателя                | 1 ПД BMW VI 7,3Z     |
| Мощность, л.с.               | 1 х 750              |
| Максимальная скорость , км/ч | 322                  |
| Крейсерская скорость , км/ч  | 272                  |
| Практическая дальность, км   |                      |
| Скороподъемность, м/мин      | 556                  |
| Практический потолок, м      | 6700                 |
| Экипаж                       | 1                    |
| Вооружение:                  | два 7.62-мм пулемета |